# Gagret
Gagret es un pueblo y nagar Panchayat situado en el distrito de Una,  en el estado de Himachal Pradesh (India). Su población es de 3847 habitantes (2011). 

## Demografía
Según el censo de 2011 la población de Gagret era de 3847 habitantes, de los cuales 1978 eran hombres y 1869 eran mujeres. Gagret tiene una tasa media de alfabetización del 91,51%, superior a la media estatal del 82,80%: la alfabetización masculina es del 93,73%, y la alfabetización femenina del 89,16%.